# Laubach
Laubach je občina v departmaju Bas-Rhin francoske regije Alzacija.
Leta 1990 je v občini živelo 252 oseb oz. 149 oseb/km².